# Diethyl sulfit
Đietyl sunfit (công thức hóa học: C4H10O3S) là một este của axit sunfurơ. Đietyl sunfit có khả năng ngăn chặn sự phát triển của bào tử nấm mốc trong quá trình bảo quản các loại hạt giống.
Đietyl sunfit còn được thêm vào thành phần các loại polyme để ngăn chặn sự oxy hóa.